# Geofeedia
Geofeedia es una plataforma de inteligencia que asocia publicaciones de redes sociales con ubicaciones geográficas . Tiene oficinas en Chicago, Illinois ; Nápoles, Florida ; e Indianápolis, Indiana .
Para poder acceder a la plataforma es necesario pagar una subscripción. Normalmente la usan periodistas.
Los periodistas se inscriben a la plataforma, y por eso, pueden saber de los hechos que han pasado sin tener que estar físicamente en el lugar y obtener información de fuentes primarias. Aun así tienen la tarea de verificar la información. Geofeedia permite hacer búsquedas por ubicación, palabras clave, marco temporal, red social y usuario. La visualización de estas búsquedas realizadas puede ser de dos maneras: en forma de mapa o en línea cronológica de los hechos.
Entre las plataformas presentes en Geofeedia se encuentran Instagram, Twitter, Periscope, Vine, YouTube y Sina Weibo. 
Cadenas como la BBC han hecho uso de esta plataforma para seguir y proporcionar información relativa al tiroteo del Aeropuerto Internacional de Los Angeles, las bombas de la maratón en Boston y el Huracán Sandy.
La suscripción a esta plataforma no es gratuita, hay que pagar para poder consultar la información, hay dos maneras las consultas puntuales de un día que tienen un costo de $49, y las suscripciones anuales, las cuales varia el precio en función de los empleados de la redacción, si es una redacción pequeña (50 empleados o menos) el coste anual es de $3000, si se trata de una redacción más grande, el coste anual es de $6000.
Un inconveniente que tiene la aplicación es que solo se puede consultar el contenido publicado en los últimos siete días.

## Historia
Geofeedia ha recibido dinero y financiaciones de distintas entidades.
Empezando por In-Q-Tel, que es una una operación de inversión de la Agencia Central de Inteligencia de Estados Unidos.
Siguiendo con una recaudación 3,5 millones de dólares en su segunda ronda de capital de riesgo, en octubre de 2014. Entre los principales clientes se incluían al Departamento del Sheriff del condado de Los Ángeles y Dell . Los clientes podían visualizar publicaciones en un área en tiempo real y analizar los contenidos.
A inicios del 2016, gracias al financiamiento en  Serie B  de Silversmith Capital Partners, se recaudaron $17 millones. En relación al crecimiento de ingresos, se reportó un aumento del 250%  en 2015, entre los cliente se encontraban Mall of America y la NCAA. En 2016, 60 personas trabajaron para la empresa.

## Controversia
Se hizo uso de la plataforma para identificar y arrestar a manifestantes en eventos como las protestas de Baltimore de 2015 que siguieron a la muerte de Freddie Gray, de esto se hizo eco en octubre de 2016, cuando la Unión Estadounidense de Libertades Civiles (ACLU, por sus siglas en inglés) publicó un informe.
Plataformas como Facebook, Instagram y Twitter, que fueron nombrados en el informe, restringieron el acceso de Geofeedia a los datos de los usuarios como resultado.